# 即位
即位，亦稱登基、践祚、登极、坐朝、坐朝廷、坐龍椅、坐龍床等，是指中国古代君主就任职位的仪式。

## 詞源

### “即位”的文字起源
据何琳仪在《听簋小笺》中的考证，商代青铜器听簋的铭文“就逦”可读作“就列”，此处商代金文就逦与周代金文即位（即立）为宗庙仪礼中性质相同的专用术语。
“即立”在周代青铜器铭文中是一个常见的词汇。如元年师兑簋铭文中有“惟元年五月初吉甲寅，王在周，各康庙，即立。”又如谏簋铭文中有“惟五年三月初吉庚寅，王在周师录宫。旦，王各大室，即立。司马共右谏入门立中廷。” 根据刘雨《近出殷周金文综述》等资料辑录的西周青铜器金文出现“即立”的情况，可明显看出西周金文“即立”有一定的格式。 最典型的是四十二年逑鼎的铭文，相关部分为:“唯卌又二年五月既生霸乙卯，王在周康穆宫。旦，王各大室，即立”。本句可分为若干部分，第一部分是时间，本句中为“唯卌又二年五月既生霸乙卯”，有纪年有纪月有月相有纪日。第二部分是“王”在某宫庙，本句为“王在周康穆宫”。第三部分是王“格”大室而即立，“格”字有的学者释读为“各”字，《尔雅》“格，至也”。本器金文第三部分为“旦王各大室即立”。用现代汉语说这个“即立”的格式的话，就是某年月日，周王在某宫庙，清晨周王来到大室，即立。在“即立”之后，金文就会记录在场的王臣以及周王的册命或赏赐等。前述二十余篇出现“即立”的金文，都严格地遵守这个格式。值得注意的是，这二十余个“即位”格式句的第一部分时间的纪年，有“元年”有“十又一年” 有“卅年(三十年)”有“卌又二年（四十二年）”等，可见当时的“即立”并不一定在纪年元年。
总结上一段，西周金文的“即立”，是周王就其位的意思，这是在周王行使天子权力的仪式性行为，并未有后世的初登君主之位的意思。

### 《春秋》记载的君主即位
关于诸侯的“即位”，杨伯峻指出，先秦古籍中的“即位”一词，原来皆写作“即立”。据钱大昕考证，《春秋》和《春秋左氏传》的通行本“即立”都改作“即位”是魏晋经学家所为。
《春秋》这部编年史记载了从鲁隐公到鲁哀公十二位鲁侯在位时代的大事。《春秋》在这十二位鲁侯中的七位的元年记载了“元年春王正月，公即位”，一次记载鲁定公元年“夏六月戊辰，公即位。”而在鲁隐公、鲁庄公、鲁闵公以及鲁僖公四公的元年，《春秋》书“元年春王正月”，不书“公即位”。而在前述这八次“公即位”之外，《春秋》再没有“即位”一词的出现。对《春秋》的书“公即位”现象自古以来有很多讨论。根据上述特点，杜预认为《春秋》的“公即位”是记录新君的即位之仪式，孔颖达等人赞成此说。杜预和孔颖达以此观点解释四公缺书即位的原因。《左传》解释鲁隐公缺书即位是“摄也”，杜预认为其“假摄君政，不脩即位之礼”。鲁庄公缺书即位，《左传》解释为“文姜出故也”，杜预认为鲁庄公因此不行即位之礼。鲁闵公缺书即位，《左传》解释为“乱故也”，杜预分析为“国乱不得成礼”。鲁僖公缺书即位，《左传》解释“公出故也”，杜预认为“即位之礼有阙”。
有必要讨论《春秋》书“即位”的含义，初步分析可得出以下特征。第一，《春秋》的八次“公即位”记载，时间七次在“元年春王正月”，也就是鲁国新君纪年的第一年春天一月。例外是《春秋·定公元年》：“夏，六月，癸亥，公（上一年去世的鲁昭公）之丧至自乾侯。戊辰，公（鲁定公）即位。”鲁定公的六月即位是一次特殊情况。可以看出“公即位”与新君纪年有一种密切的关系，即新君纪年的开始与“公即位”在时间上是同时的。第二，《春秋》缺书“公即位”的四位鲁侯，《春秋》的纪年以其纪年。例如鲁隐公的即位缺书，但《春秋经》在其在位时期仍以“隐公某年”的方式纪年。第三，《春秋》记载的新君“即位”时间不是确立新君或新君实际开始执政的时间。旧君薨逝，新君确定，并在当年实际执政。但要到翌年也就是以新君纪年的第一年正月“即位”。第四，《春秋》书鲁侯的“即位”，不受旧君是否安葬的限制。例如鲁僖公于三十三年十二月十一日逝世。半个多月过后新年正月，鲁文公“即位”，当年纪年为文公元年。文公元年四月，鲁僖公葬礼。

### 《春秋左氏传》记载的君主即位
《春秋左氏传》的编纂成书较晚，而《春秋》所据的鲁史原文年代较早，因此即位在《左传》中的用法不是指新君在新年的改元即位，而新君在旧君去世后被确立新君身份的程序称为“即位”。例如《春秋·隐公四年》记载“冬十有二月，卫人立晋”。当年卫国公子州吁弑卫桓公，自立为君，卫人杀州吁。在此次动乱后，卫国人立公子晋为君。同样的事件左传记载为“冬十有二月宣公（公子晋）即位”。此“即位”的意思就是新君执政，而非即位改元之礼。孔颖达显然认为《左传》此处即位仍可以即位改元之礼来解释，孔颖达说“贼讨乃立，自继前君，故不待踰年（即位）也。”这个解释是错误的，卫宣公继承卫桓公，然而卫桓公是当年被弑，当年是卫桓公十六年，卫宣公依礼不能在当年行即位改元之礼。类似的例子很多，如《左传·文公十四年》记载“夏五月，（齐）昭公卒，（其太子）舍即位。”又如《春秋·庄公六年》记载“夏，六月，卫侯朔入于卫。”出奔数年的卫惠公再入卫国执政。同年《左传》记载“夏，卫侯入，放公子黔牟（卫惠公于鲁桓公十六年出奔后，被确立的卫侯黔牟）于周，放甯跪于秦，杀左公子洩、右公子职，乃即位。”此处的“即位”只能理解为重新行国君之政治，与即位改元之礼无关。《左传》这类“某即位”的用法可与“某立”的意思等同，如前所述“位”的古字就写作“立”。如《左传·桓公十二年》 ：“秋九月丁亥，（郑）昭公奔卫。已亥，厉公立。”又如《左传·僖公二十三年》： “九月，晋惠公卒，怀公立。”《左传》这类的“某即位”或“某立”可以说是“不可一日无君”意义上的新君确立，与《春秋》所记载的即位改元之礼不同。
又见《春秋·定公元年》记载：“夏，六月，癸亥，公（去年去世的鲁昭公）之丧至自侯。戊辰，公（鲁定公）即位。”此例是《春秋》记载鲁国新君即位在时间上的一个特例，《春秋经》记载的其他七次鲁君即位时间都在旧君去世的下一年的正月。关于这次特例，杜预和孔颖达引《礼记·王制》指出此处记载的“公即位”与旧君丧礼中的“殡”有关。《礼记·王制》载：“天子七日而殡，诸侯五日而殡”。杜预和孔颖达因此认为定公于殡迄而即位。杨伯峻更指出殡迄即位是西周以来的古礼，《尚书·顾命》记载的周成王死到周康王即位，除去死日当天，正是七日。而从昭公之丧至鲁到鲁定公的“即位”有六日，除去丧至的当日，正有五日。鲁昭公已经于去年去世，但于新年改元之时，鲁昭公之丧尚不在国都，即位改元之礼无法完备。因此新年正月改元之时《春秋》不书即位。而鲁昭公之丧至，国君身份继承程序的礼节得以齐备，因此《春秋》记载了这次殡迄即位。
《春秋》记载的鲁君即位只鲁定公一次不是在正月，而《左传》对“即位”这个词的用法，在时间上和改元已经无关，应该都是指类似上例鲁定公那样的五日殡迄即位。《春秋》与《左传》在“即位”这词的不同用法最明显的例子是在《春秋·隐公四年》的记载“冬，十有二月，卫人立晋。”而《左传》对相同事件的记载为“冬，十二月，（卫）宣公（即公子晋）即位。”《春秋》书“立晋”，表示新君确立的人选是公子晋，不是记载一个继承程序。而《左传》的记载直接书“宣公即位”，“即位”在此是复述经文的记载，看不出有继续特定程序的意思。又见《左传·庄公三十二年》：“八月癸亥，公薨于路寝。子般即位，次于党氏。”
《左传》这些记载都没明确的记日，不能确定为记录殡迄而即位的仪式。如果认定这些即位记载就是确立新君人选的意思，那是可以说得通的。《左传·文公十四年》：“齐人定懿公，使来告难，故书以九月。”《左传》解释在七月齐国公子商人（即齐懿公）弑君自立之后，九月齐人终于定其国君之位。齐国来告旧君去世新君即位的使节九月到达鲁国，因此《春秋》书“九月，齐公子商人弑其君舍。”可见确立新君人选是一个重要的政治性程序，齐懿公在被国人确立为君之后，其国君权力才能正常行使，因此通告诸侯的使节才能出发。

## 延伸阅读
[在维基数据编辑]
 《欽定古今圖書集成·明倫彙編·皇極典·登極部》，出自陈梦雷《古今圖書集成》